# Туркменбашинский международный морской порт
Туркменбашинский международный морской порт (туркм. Türkmenbaşy halkara deňiz porty) — организация и одноимённый морской порт, расположенный в восточной части Каспийского моря. Является крупнейшим морским портом в Туркменистане. Находится на территории города Туркменбаши Балканского велаята.

## История
Порт был основан в октябре 1896 года на восточном берегу Каспийского моря. В целях объединения и упорядочения перевозки грузов и пассажиров 1 января 1903 года было образовано Управление торгового морского порта. Грузопоток с годами все возрастал, поэтому возникла идея строительства паромной переправы. С 1959 года на территории порта было начато строительство паромной переправы. Регулярные рейсы по линии Красноводск-Баку паромная переправа начала принимать в 1962 году. Паромные перевозки позволили значительно ускорить доставку грузов.
В 2000—2003 годах была произведена масштабная реконструкция порта. Были реконструированы старые и построены новые причалы для судов, а также склады и ряд других объектов, приобретена современная техника. Это дало возможность предоставлять услуги порта на более высоком уровнe.
В 2011 году было объявлено что порт Туркменбаши будет полностью реконструирован. Проект предусматривает реконструкцию терминалов, разборку старых и строительство новых причалов.

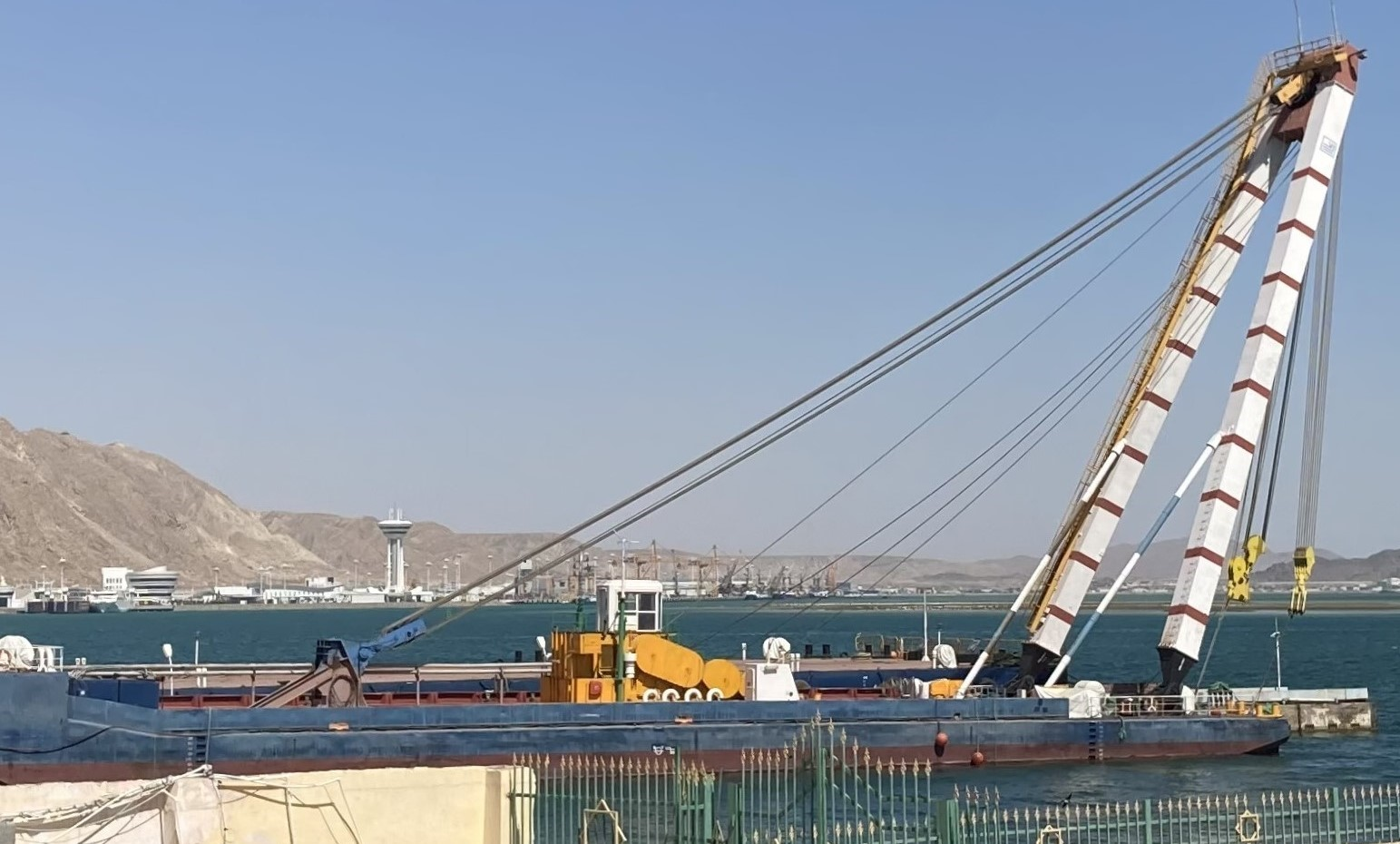
Туркменбашинский международный морской порт

В 2013 году порт построил пассажирский катамаран «Чарлак», это был первый судостроительный проект подобного уровня в истории порта.
15 августа 2013 года было начато строительство нового порта, стоимостью 2$ млрд, объект возводит турецкая компания GAP İnşaat. В церемонии закладки приняли участие Президент Туркменистана Гурбангулы Бердымухамедов и Премьер-министр Турции Реджеп Тайип Эрдоган. Окончание строительства запланировано на 2016 год. Проект предусматривает строительство паромного, пассажирского и грузовых терминалов на территории 1 млн 200 тыс. квадратных метров.. Так же планируется возвести судостроительный завод.
В 2014 году был открыт морской пассажирский вокзал.
В 2018 году был открыт новый морской порт

## Важность

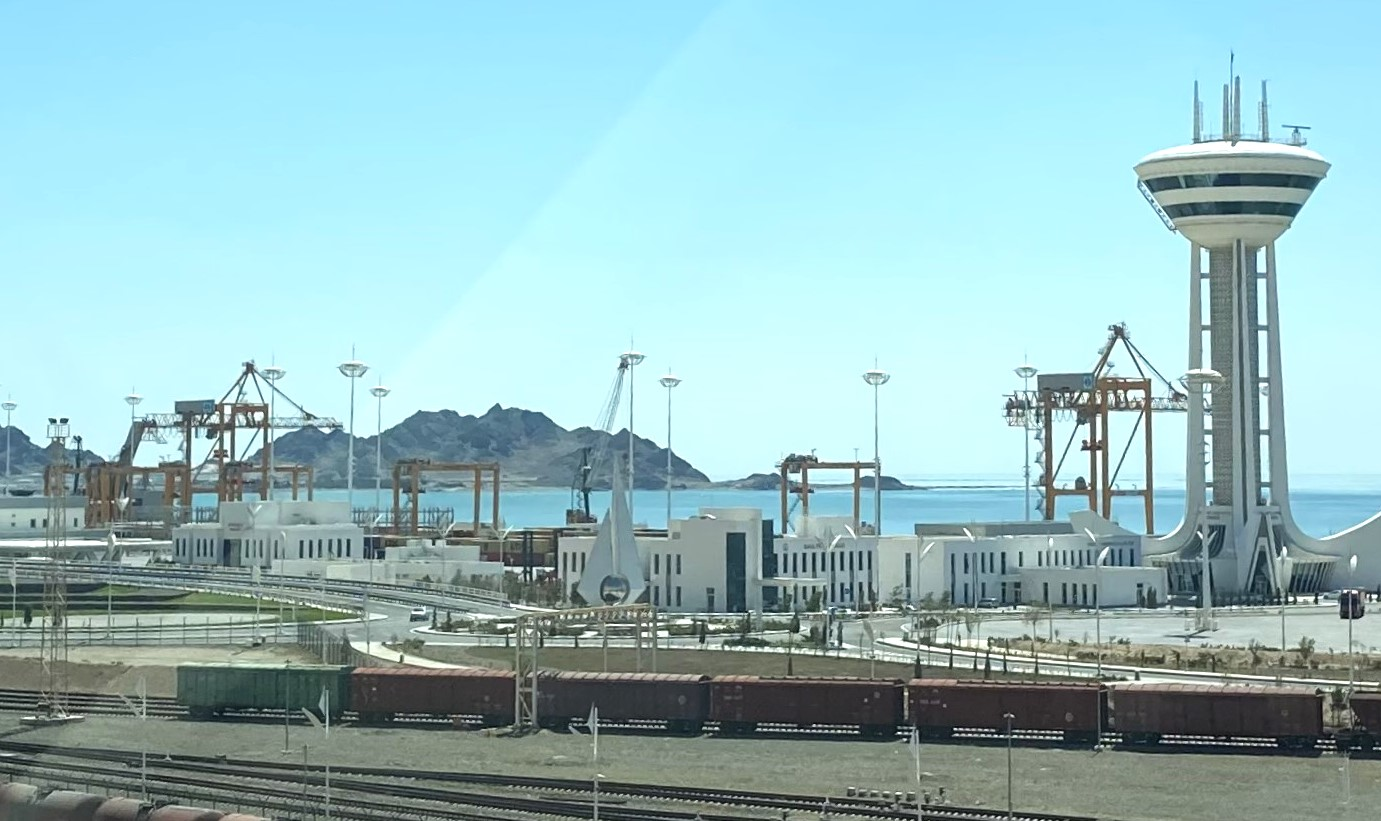
Туркменбашинский международный морской порт

Туркменбашинский порт имеет важное геополитическое значение в Евразии. Находясь на торговом пути Европа-Кавказ-Азия (TRACECA), он способен принимать суда в течение всего года, круглосуточно проводить погрузочно-разгрузочные работы. Порт является «морскими воротами», связывающими Центральную Азию и Европу морскими, автодорожными и железнодорожными путями и выполняет функции крупнейшего транзитного узла региона.
Пассажирские линии по состоянию на 2015 год связали Туркменбаши с посёлком Алят Карадагского района Баку (Азербайджан) и портом Оля (Россия) , на внутренних линиях с Хазаром и островом Гызылсув (судно «Чарлак»).

## Пассажирский терминал
Пассажирский и транспортный терминал расположен на площади в 230 000 м². Терминал рассчитан на обслуживание 300 тысяч пассажиров и 75 тысяч транспортных средств в год. На стоянку длиною в 256 метров одновременно могут причалить два судна. В терминале предусмотрены парковки с одной стороны для вагонов, а с другой стороны для автомобилей.
Здание терминала рассчитано на 800 пассажиров. В нём размещены кассы, небольшие кафе, магазин дьюти-фри, кабинки паспортного контроля и таможенного оформления.
В составе терминала сооружена гостиница «Beýik Ýüpek ýoly» на 50 мест.